# ویلهلمسبورگ (مکلنبورگ-فورپومرن)
ویلهلمسبورگ (به آلمانی: Wilhelmsburg) یک شهر در آلمان است که در فرپومرن-گرایفسوالد واقع شده‌است. ویلهلمسبورگ ۷۷۷ نفر جمعیت دارد.